# آکدام، چینه
اکدام، سین (به لاتین: Akdam, Çine) یک  Köy  در ترکیه است که در استان آیدین واقع شده‌است.

## خصوصیات
اکدام ۸۵ نفر جمعیت دارد.